# Guerre polono-ukrainienne
Guerre polono-ukrainienne
Batailles
- Przemyśl (en)
- Lviv (en)
- Chortkiv (en)
- Lubaczów
- Gniła Lipa

La guerre polono-ukrainienne est un conflit qui se déroule de novembre 1918 à juillet 1919, entre la Pologne et la République populaire d'Ukraine occidentale pour le contrôle de la Galicie orientale, après la dissolution de l'Autriche-Hongrie.

## Prélude
En 1772, lors du premier partage de la Pologne, la Galicie devient une possession autrichienne. Avec plus de 8 millions d'habitants au début du XXe siècle, c'est la plus peuplée province de l'Autriche-Hongrie : elle représente plus d'un quart de sa population. La partie occidentale de la Galicie, qui comprend Cracovie, ancienne capitale historique de la Pologne, a une population majoritairement polonaise, et les populations ukrainiennes y sont limitées aux Carpates (Lemkos et Gorales, ces derniers polonisés). La partie orientale de la Galicie, qui inclut le cœur du territoire historique de la Principauté de Galicie-Volhynie, compte une majorité de Ruthènes (Ukrainiens), surtout rurale, car les villes sont polonaises, juives et allemandes. L'histoire de la Galicie, depuis que le royaume ruthène médiéval de Galicie-Volhynie a été incorporé à la Pologne au XIVe siècle, est marquée par la coexistence paisible non seulement entre les Ruthènes et les Polonais, mais également de nombreuses autres minorités, dont les Juifs et les Arméniens.
Au XIXe siècle, alors qu'une grande partie de la Pologne est sous administration russe et une autre sous administration allemande, on observe en Galicie un mouvement nationaliste polonais plus actif qu'ailleurs, car il bénéficie du libéralisme des Habsbourg. Ceux-ci, catholiques comme la majorité des Polonais, tentent d'intégrer la noblesse et la culture polonaises, plutôt que de les réprimer comme le faisaient les prussiens luthériens et les russes orthodoxes. Cracovie et Lwow (Lemberg en allemand et yiddish, Lviv en ukrainien) deviennent des foyers majeurs de la culture polonaise. La Galicie accueille une importante immigration polonaise et ukrainienne en provenance de l'Empire russe.
Une grande majorité des habitants de la Galicie restent toutefois insensibles aux appels nationalistes, et jusqu'au début du XXe siècle, les Polonais et Ukrainiens s'opposent surtout lors des élections parlementaires, mais font ensemble partie du mouvement réformisme austroslaviste. Tout au long du XIXe siècle et au début du XXe siècle, les nationalistes ukrainiens tentent de persuader les Autrichiens de diviser la Galicie en une province occidentale (polonaise) autour de Cracovie, et en province orientale (ukrainienne) autour de Lviv. Ces efforts sont contrariés par la résistance des Polonais, majoritaires dans Lwow qui pour eux est l'une des capitales culturelles de la Pologne. La Galicie orientale est peuplée d'environ 60% d'Ukrainiens, mais la majorité d'entre eux réside en milieu rural.
Avant que les Autrichiens n'acceptent de diviser la province, la Première Guerre mondiale commence. En octobre 1916, l'empereur Charles Ier d'Autriche promet de le faire une fois la guerre terminée. Mais toutes les tentatives de réforme de l'Empire austro-hongrois se heurtent à l'opposition très ferme, jusqu'en novembre 1918, des noblesses autrichienne et hongroise craignant de perdre les privilèges obtenus par le compromis austro-hongrois de 1867 inaugurant la « double monarchie ». C'est pourquoi, lors de la dislocation de l'Autriche-Hongrie, l'empire se disloque. Dans ce contexte, les nationalistes du conseil national ukrainien formé le 18 octobre 1918 et de la « commission polonaise de liquidation » (liquidation du régime des Habsbourg) formée le 28 octobre 1918, se préparent à agir.
Le conseil national ukrainien (« Rada ») est composé de membres ukrainiens du Parlement autrichien et des diètes régionales de Galicie et de Bucovine. Ce conseil annonce l'intention d'unir les terres de l'Ouest ukrainien dans un seul état. Grâce au soutien de l'archiduc Guillaume de Habsbourg-Lorraine, favorable à l'austroslavisme, deux régiments se constituent à Lwow à partir des volontaires ukrainiens de l'armée austro-hongroise, dissoute. Au cours de la nuit du 31 octobre au 1er novembre, avant que les Polonais ne prennent leurs propres dispositions, le capitaine Dmytro Vitovsky et ces troupes prennent le contrôle de Lwow qu'ils déclarent capitale de la République populaire d'Ukraine occidentale proclamée le 1er novembre 1918.
Pour les Polonais, la proclamation de la nouvelle république qui revendique sa souveraineté sur la Galicie orientale et les Carpates jusqu'à la ville de Nowy Sącz à l'ouest, ainsi que sur la moitié nord de la Bucovine à l'est, est une surprise. La plupart des Ukrainiens habitant Lwow approuvent la proclamation avec enthousiasme. L'importante minorité juive reste neutre, tandis que les Polonais protestent et préparent leur riposte. La même situation se produit à Czernowitz, capitale de la Bucovine, où la proclamation des Ukrainiens de la ville contrarie celle du conseil national roumain de cette province, qui, pour sa part, avait proclamé le 28 octobre 1918 son rattachement au royaume de Roumanie,.

## La guerre

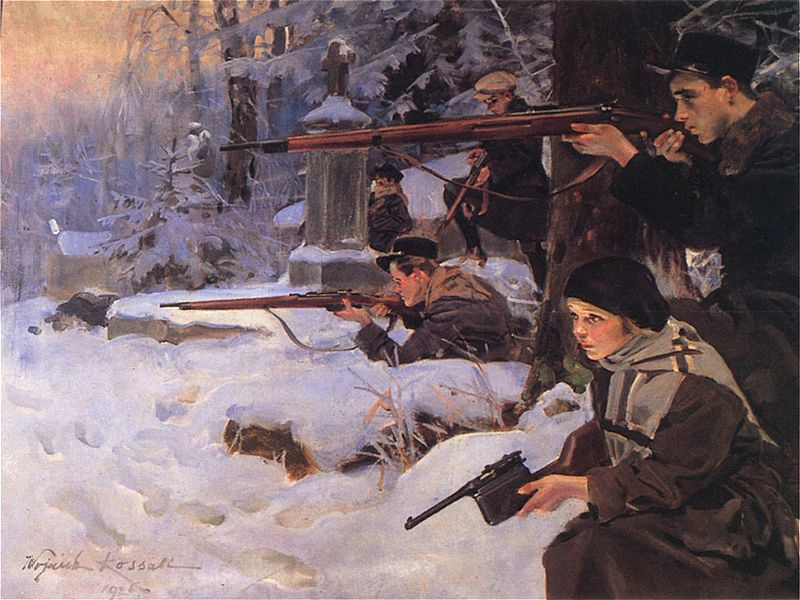
La défense du cimetière par Wojciech Kossak (1926). Huile sur toile, Musée de l'armée polonaise, Varsovie

À Lwow, l'armée ukrainienne de Galicie s'oppose avec succès aux unités polonaises formées principalement de soldats polonais de l'armée austro-hongroise et d'étudiants. Le 21 novembre, après deux semaines de combats sporadiques, une unité de la toute nouvelle armée polonaise, commandée par le lieutenant-colonel Michał Karaszewicz-Tokarzewski entre en ville et en chasse les troupes ukrainiennes. Toutefois, celles-ci continuent à contrôler la plus grande partie de la Galicie orientale et menacent Lwow jusqu'en mai 1919.
Aussitôt après la prise de la ville, à la fin du mois de novembre, les forces polonaises se livrent au pogrom des quartiers juifs et ukrainiens, faisant environ 340 victimes civiles. Ce pogrom est un rare épisode de violence vis-à-vis de la population civile au cours de cette guerre. Les Polonais emprisonnent un certain nombre d'activistes ukrainiens. Le gouvernement ukrainien porte secours aux victimes juives de la violence et un bataillon juif est créé au sein de l'armée ukrainienne.

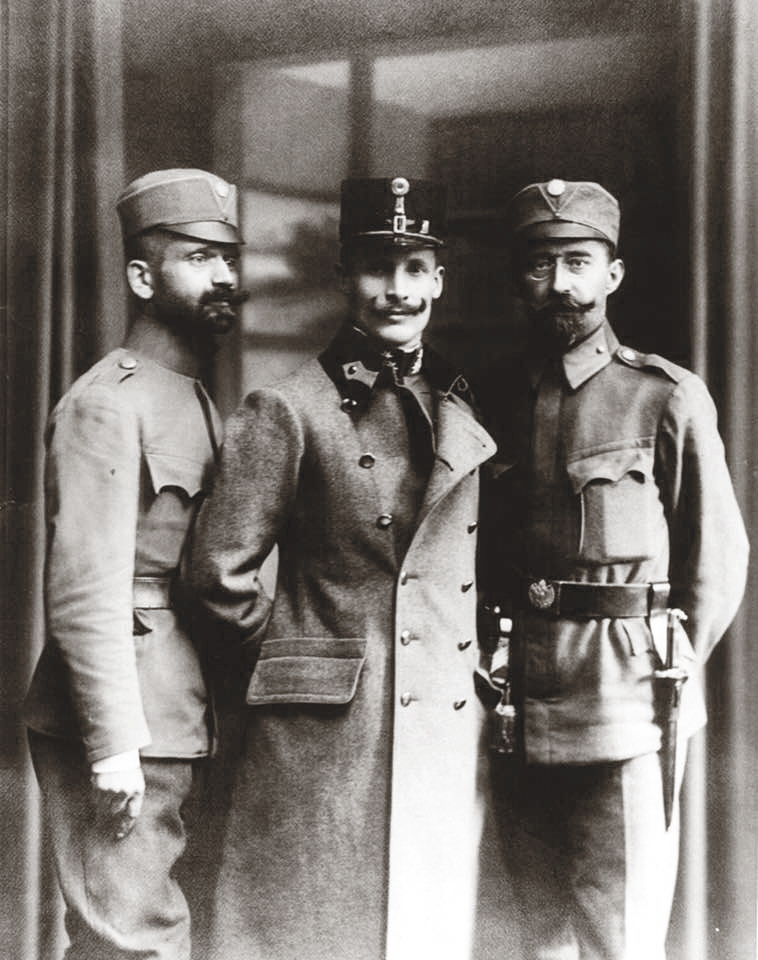
Dmytro Vitovsky, premier commandant de l'armée ukrainienne de Galicie, flanqué de deux officiers, 1918

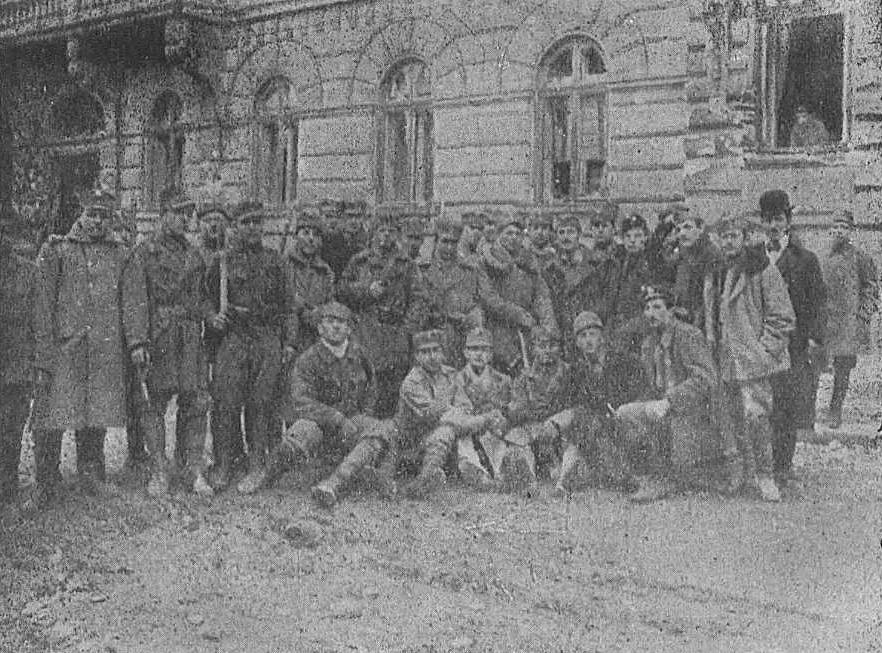
Soldats polonais et ukrainiens à Lwow, durant un cessez-le-feu en 1918

En mars 1919, des troupes polonaises fraîches et bien équipées arrivent, commandées par le général Edward Rydz-Śmigły. L'offensive du général polonais en Volhynie et Galicie orientale commence le 14 mai 1919, aidée par l'Armée bleue du général Józef Haller récemment arrivée. Cette armée bien équipée par les alliés occidentaux et bénéficiant de conseillers militaires français (mission Faury) a été formée afin de lutter contre les bolchéviks en Russie. Pour les Alliés occidentaux, les Polonais et les Roumains sont les meilleurs remparts contre le bolchévisme et c'est pourquoi, à part quelques télégrammes de protestation, ils ne réagissent pas aux exactions polonaises et ne soutiennent pas la République populaire d'Ukraine occidentale, ni en Galicie, ni en Bucovine, mais équipent les forces polonaises et roumaines.
Sans autre armement et autres munitions que celles prises à l'ancienne armée austro-hongroise débandée, la résistance ukrainienne est rapidement brisée. Le 27 mai, les forces polonaises atteignent la ligne Zolota Lypa – Berejany – Jezierna – Radziwiłłów. À la demande des Franco-britanniques, l'offensive polonaise est arrêtée et les troupes du général Józef Haller adoptent des positions défensives.
Le 8 juin 1919, les forces ukrainiennes commandées par Oleksander Hrekov, commencent une contre-offensive et au bout de trois semaines avancent jusqu'à la rivière Gniła Lipa et sur le cours supérieur de la Styr, mais le manque d'armes et de munitions les oblige à stopper leur avance. Le gouvernement ukrainien contrôle les champs pétroliers de Drohobytch, avec lesquels il prévoit d'acheter des armes à la Tchécoslovaquie, à laquelle s'est ralliée l'Ukraine transcarpatique. Mais bien que les forces ukrainiennes réussissent à repousser les Polonais d'environ 120 km, elles ne parviennent pas à se frayer un chemin jusqu'à la Tchécoslovaquie et Hrekov met fin à sa campagne.
Le 27 juin, Józef Piłsudski prend le commandement des forces polonaises et commence une nouvelle offensive avec deux nouvelles divisions. À court de munitions et en infériorité numérique, les Ukrainiens sont repoussés jusqu'à la rivière Zbroutch, frontière historique entre la Galicie et la Podolie.

## Épilogue

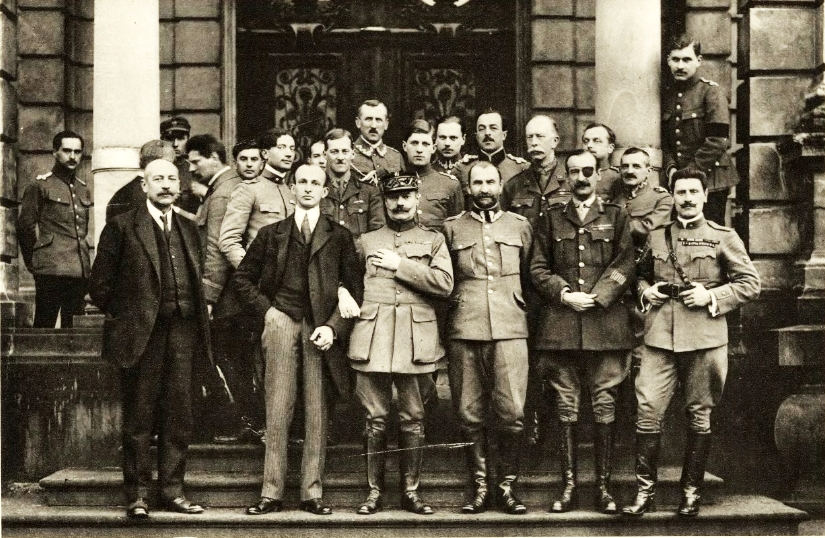
Mission diplomatique alliée en Pologne, Lviv, février 1919. Au premier rang de gauche à droite : Stanisław Wańkowicz, Robert Howard Lord, le général Joseph Barthélemy, le général Tadeusz Rozwadowski, le général Adrian Carton de Wiart et le major Giuseppe Stabile.

La guerre entre Polonais et Ukrainiens en Galicie est menée des deux côtés par des forces disciplinées, mais aux faibles moyens, limitant les pertes civiles (surtout en comparaison des atrocités en Ukraine orientale ex-russe). Environ 10 000 Polonais et 10 000 Ukrainiens, pour la plupart des soldats, sont morts pendant cette guerre. Durant les combats de Lwow, les deux parties, à court de munitions, s'accordent souvent des cessez-le-feu pour permettre le ravitaillement des civils et l'évacuation des morts et des blessés.
Un cessez-le-feu est signé le 17 juillet 1919. Les prisonniers de guerre ukrainiens sont détenus dans les anciens camps autrichiens de Dąbie, Łańcut, Pikulice, Strzałków et Wadowice. Le 21 novembre 1919, le Haut Conseil de la Conférence de la paix de Paris accorde la Galicie orientale à la Pologne pour une période de vingt-cinq ans, après quoi un plébiscite devait décider de la question (ce sera finalement Staline qui tranchera vingt ans plus tard, en envahissant la Pologne selon le pacte germano-soviétique, officiellement pour « libérer de l'oppression polonaise les populations biélorusse et ukrainienne »).
Le gouvernement de la République populaire d'Ukraine occidentale s'exile à Vienne, où il bénéficie de l'appui de divers émigrés politiques galiciens, ainsi que des soldats de l'armée de Galicie internés en Tchécoslovaquie. Il continue à défendre la création de la République ukrainienne de Galicie orientale représentant les Ukrainiens, Polonais et Juifs, les trois nations principales du pays. Les relations diplomatiques avec les gouvernements français et britannique s'engagent dans l'espoir d'obtenir un règlement équitable à Versailles. Le 23 février 1921, le Conseil de la Société des Nations déclare que la Pologne n'a pas de mandat pour administrer de jure la Galicie orientale et qu'elle est simplement la puissance militaire occupant de facto cette région, dont le sort devra être déterminé par le Conseil des ambassadeurs auprès de la Société des Nations.
Après une longue série de négociations, le 14 mars 1923, il est décidé que la Galicie orientale soit incorporée à la Pologne « en prenant en considération que la Pologne a reconnu qu'étant donné les conditions démographiques, la partie orientale de la Galicie mérite pleinement son statut d'autonomie ». Cette autonomie ne sera jamais accordée à la Galicie. En effet, les puissances victorieuses de la Première Guerre mondiale souhaitent une Pologne forte, afin de créer un contrepoids à l'Allemagne et un rempart contre l'URSS (qui, entre-temps, a pris le contrôle de l'Ukraine orientale anciennement russe, quatre fois plus étendue et peuplée).
En septembre 1939, dans le cadre du pacte germano-soviétique conclu entre le Troisième Reich et l'Union soviétique, la Galicie est envahie par l'Armée rouge qui comprend des Ukrainiens de l'est. Les forces polonaises, qui incluent également de nombreux soldats d'origine ukrainienne de l'ouest, sont rapidement submergées.

## Sources
- (en) Cet article est partiellement ou en totalité issu de l’article de Wikipédia en anglais intitulé « Polish–Ukrainian War » (voir la liste des auteurs).
- Mariusz Wolos (trad. Alicja Krawczyk), « Sortir de la guerre à Lvov : Le conflit polono-ukrainien sur les ruines de l’Autriche-Hongrie », Revue historique des armées, http://journals.openedition.org (consulté le 12 mars 2018)
- Timothy Snyder, Le Prince rouge : Les vies secrètes d'un archiduc de Habsbourg, 2013, 378 p. (ISBN 978-2-07-248241-0 et 2-07-248241-0, lire en ligne)

- (ukr.) Західно-Українська Народна Республіка 1918–1923. Енциклопедія. Т. 1: А–Ж. Івано-Франківськ : Манускрипт-Львів, 2018. 688 с.  (ISBN 978-966-2067-44-6)
- (ukr.) Західно-Українська Народна Республіка 1918–1923. Енциклопедія. Т. 2: З–О. Івано-Франківськ : Манускрипт-Львів, 2019. 832 с.  (ISBN 978-966-2067-61-3)
- (ukr.) Західно-Українська Народна Республіка 1918-1923. Енциклопедія. Т. 3: П - С. Івано-Франківськ: Манускрипт-Львів, 2020.576 с.  (ISBN 978-966-2067-65-1)
- (ukr.) Західно-Українська Народна Республіка 1918-1923. Енциклопедія. Т. 4: Т - Я. Івано-Франківськ: Манускрипт-Львів, 2021.688 с.  (ISBN 978-966-2067-72-9)